# Districtul Oued Alleug
Oued Alleug este un district din provincia Blida, Algeria.